# Bruno Vecchiarelli
Bruno Vecchiarelli (Agnone, 31 marzo 1920 – Agnone, 5 novembre 2005) è stato un politico italiano.

## Biografia
Dopo aver conseguito la laurea in Lettere ha intrapreso la professione di insegnante. Ha svolto attività politica nelle file della Democrazia Cristiana. È stato deputato dal 1968 al 1992. Nel 1978-1979 ha ricoperto l'incarico di Sottosegretario di Stato del Ministero della sanità nei governi Andreotti IV e Andreotti V.
Muore all'età di 85 anni nel novembre del 2005.